# Listă de artiști ai Asylum Records
Aceasta este o listă de actuali și foști artiști ai Asylum Records.
Un asterisc (*) denotă că artistul nu mai este sub contract cu casa de discuri.

## #
- 9th Wonder (It's A Wonderful World/Asylum Records)

## A
- Alesha Dixon *
- Karen Alexander

## B
- Bun B (Rap-A-Lot/Asylum)
- Tyra B
- Batdorf & Rodney
- David Blue
- Bone Thugs-n-Harmony
- Terence Boylan
- Lee Brice (Asylum-Curb)
- Jackson Browne*
- Brother Phelps
- Lindsey Buckingham (US/Canada)*
- Tim Buckley*
- The Byrds*
- ByrdGang (ByrdGang/Asylum Records)

## C
- Cadillac Don & J-Money
- Call Me No One (7 Bros/Asylum)
- Cam'Ron (Diplomat/Asylum)
- Cate Brothers
- Cene (F.I.R.M. Grip/Asylum)
- Charli XCX (Atlantic/Asylum)
- Chingo Bling
- Chopper City Boyz (Chopper City/Asylum)
- Gene Clark
- C-Murder (Tru/Asylum)
- Melodie Crittenden
- Cowboy Crush (Asylum-Curb)
- Curren$y (Warner Bros/Asylum)

## D
- Stephanie Davis
- D4L
- Dolf (Rapper)
- Bob Dylan (US/Canada)*
- Devin The Dude (Asylum/Rap A Lot)

## E
- Eagles*
- Ed Sheeran

## F
- Dick Feller
- Don Felder*
- Glenn Frey*
- Jay Ferguson
- John Fogerty*
- Foxx (rapper) (Trill Ent./Asylum)
- Frayser Boy (Hypnotize Minds/Asylum)
- Nelly Furtado (Geffen/Asylum/Elektra/WSM)

## G
- Geto Boys (Rap-A-Lot/Asylum)
- Bob Gibson
- Ginuwine (Notifi/Asylum/Warner Bros.)
- Louise Goffin
- Andrew Gold
- Steve Goodman
- Gucci Mane (Brick Squad/Asylum/Warner Bros.)
- General Geezy (Mo Money/Asylum/Warner Bros.)

## H
- John Hall
- Jan Hammer
- Emmylou Harris
- Greg Holland

## I
- Ironik

## J
- Chris Jagger
- Mark Jepson (& Deb Jepson-Xenides)
- Jo Jo Gunne
- Mike Jones* (Ice Age Ent./Asylum/Warner Bros. Rec.)
- JR Writer* (Diplomat/Warner Bros. Rec.)

## K
- Kandi Burruss (Kandi Koated/Asylum Records)
- Kadalack Boyz (D-Lo Entertainment/ColliPark/Asylum Records)
- King Co (Clover G/Southside Ryda Ent./Asylum Records
- Kiotti
- KLC
- Korgis
- Willie The Kid (Aphilliates/Asylum)

## L
- Lil Boosie (Trill Ent./Asylum)
- Lil Wyte (Hypnotize Minds/Asylum)
- Lil' Flip (Clover G/Asylum/Warner Bros. Rec.)
- Lil' Wil (Rudebwoy/Unauthorized/Asylum)
- Lil' Cali (Yz'Gyz Ent/Mvp/Asylum)
- Dennis Linde
- Lil' Tazz (BigDawg Ent/GoBoy music)
- Lil' Phat (Trill Ent./Asylum)

## M
- Majid Jordan (Asylum/OVOSOUND)
- Lila McCann
- Metallica
- Metal Church
- Joni Mitchell
- Tim Moore
- J.D. Myers
- McLean

## N
- Mark Nesler
- New Boyz (Shotty Rec./Asylum/Warner Bros. Rec.)

## O
- OJ Da Juiceman (So Icey/32 Ent/Mizay Ent/Asylum)
- Oowee
- Orleans
- Outasight (Select Records/Asylum)

## P
- Parade *
- Partners-N-Crime (UTP/Asylum)
- Pimp C (Rap-A-Lot/Asylum)
- Paul Wall (Swishahouse/Asylum/Atlantic)
- Polo Boy(Asylum)
- Project Pat(Asylum)
- Prynce(O.F.F Records)

## R
- Rudimental
- Linda Ronstadt
- Royal Wade Kimes

## S
- Sevendust (7 Bros/Asylum)
- Judee Sill
- J. D. Souther

## T
- T-Beats (Tass Radio Records/Asylum/Priority)
- Traffic (Island/Asylum) (US)

## U
- UTP

## V
- Joe Vitale

## W
- Tom Waits
- Clay Walker (Asylum-Curb)
- Paul Wall (Swishahouse/Asylum)
- Joe Walsh
- Jacky Ward
- Jimmy Webb
- Webbie (Trill Ent./Asylum/Atlantic)
- Bryan White
- Hank Williams, Jr. (Asylum-Curb)
- Bob Woodruff*
- Nicole Wray
- Wynonna (Asylum-Curb)
- Waka Flocka Flame

## Y
- Yo-Yo
- Yukmouth (Smoke-A-Lot Rec./Rap-A-Lot Rec./Asylum)

## Z
- Z-Ro (Rap-A-Lot/Asylum)
- Warren Zevon*